# Neef en nicht
Neef (m.) en nicht (v.) zijn twee verschillende familierelaties:
- Een zoon respectievelijk dochter van iemands broer/zus, ook wel oomzegger of tantezegger.
- Een zoon respectievelijk dochter van iemands oom/tante, ook wel volle neef respectievelijk volle nicht.[1] In Vlaanderen wordt soms ook het woord kozijn gebruikt,[2][3] dat vóór 1300 werd ontleend aan het Oudfrans.[4]

## Verwantschapsgraden
Familierelaties worden uitgedrukt in graden van verwantschap. Een oom- of tantezeg(st)er is een derdegraadsverwant. Een kozijn is een vierdegraadsverwant. In sommige landen zijn huwelijken tussen derde- of vierdegraadsverwanten verboden, zie Neef-nichthuwelijk.
Het kind van een neef of nicht is een achterneef/achternicht. Hier is opnieuw onderscheid tussen een kozijnskind van een kozijn en een achterneef/achternicht van een oom- of tantezeg(st)er.
Wanneer een broer of zus van een grootvader/grootmoeder (grootoom respectievelijk groottante, ook wel oudoom respectievelijk oudtante) een kind heeft, is dit een oudneef/oudnicht. Het betreft een oudere generatie n.l. een neef of nicht van je ouders.
Een kleinneef/kleinnicht is een neef of nicht van de tweede of derde graad. Dit is bijvoorbeeld de zoon van je neef of nicht. Het betreft een jongere generatie n.l. een neef of nicht van je kinderen.

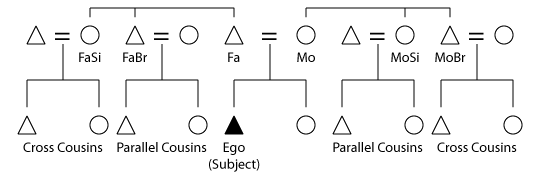
Parallel cousins en cross-cousins van ego

In de antropologie zijn parallel cousins de kinderen van siblings van dezelfde sekse, terwijl cross-cousins de kinderen van siblings zijn van ongelijke sekse. Dit is van belang bij huwelijken in endogene groepen waarbij binnen de eigen groep getrouwd moet worden. Hierbinnen is in bepaalde groepen sprake van voorkeurshuwelijken, wat kan variëren van een niet-dwingende voorkeur (preference) tot een dwingende verplichting (prescription).
Zo kan er een voorkeur zijn voor neef-nichthuwelijken. Meestal betreft dit cross-cousins, soms parallel cousins. Bij cross-cousins-huwelijken wordt onderscheid gemaakt tussen drie soorten, gezien vanuit de man: matrilateraal, patrilateraal en bilateraal. Bij een matrilateraal huwelijk huwt de man met de dochter van de broer van zijn moeder, MoBrDo. Bij een patrilateraal huwelijk huwt de man met de dochter van de zuster van zijn vader, VaZuDo. Bij een bilateraal huwelijk kunnen beide vormen voorkomen.

## In taal en cultuur
In het Standaardnederlands (neef en nicht) wordt geen onderscheid gemaakt tussen een oom- of tantezeg(st)er en een kozijn. Andere standaardtalen doen dit wel.
| Taal       | Zoon van broer/zus    | Dochter van broer/zus   | Zoon van oom/tante | Dochter van oom/tante |
| ---------- | --------------------- | ----------------------- | ------------------ | --------------------- |
| Engels     | nephew                | niece                   | cousin             | cousin                |
| Frans      | neveu                 | nièce                   | cousin             | cousine               |
| Duits      | Neffe                 | Nichte                  | Vetter/Cousin      | Base/Cousine          |
| Deens      | nevø                  | niece                   | fætter             | kusine                |
| Spaans     | sobrino               | sobrina                 | primo              | prima                 |
| Italiaans  | nipote*               | nipote*                 | cugino             | cugina                |
| Grieks     | ανιψιός               | ανιψιά                  | ξάδελφος           | ξαδέλφη               |
| Esperanto  | nevo                  | nevino                  | kuzo               | kuzino                |
| Catalaans  | nebot                 | neboda                  | cosí               | cosina                |
| Portugees  | sobrinho              | sobrinha                | primo              | prima                 |
| Lets       | brāļadēls / māsasdēls | brāļameita / māsasmeita | brālēns            | māsīca                |
| Tsjechisch | Synovec               | Neteř                   | bratranec          | sestřenice            |

 * Nipote kan ook kleinkind betekenen

## Trivia
- Het duo Van Kooten en De Bie muntte het woord regelneef. Een regelneef is iemand die goed is om dingen voor anderen te regelen.
- In het noorden van Nederland worden muggen neefjes genoemd. Dit is echter, volgens Jan de Vries, niet verwant aan het woord voor een mannelijk familielid.[5] Het woord muggen bestaat er ook, maar slaat er op (huis)vliegen.
- Het woord nepotisme stamt van het Latijnse nepos (= neef of kleinkind).